# 莫妮卡·雅克
莫妮卡·雅克（波蘭語：Monika Jagaciak，1994年1月15日—），波蘭超級名模。她是高級時裝品牌：Calvin Klein、Dolcce & Gabbana、Chanel Beauty的代言人。莫妮卡上過Vogue China及Numero等雜誌封面或內頁，也有參與Versace、Christian Dior、Chanel等著名時裝及奢侈品的時裝展。